# Igor Yemchuk
Igor Yemchuk –en ucraniano, Ігор Ємчук– (2 de diciembre de 1930-5 de marzo de 2008) fue un deportista soviético que compitió en remo.
Participó en dos Juegos Olímpicos de Verano en los años 1952 y 1956, obteniendo dos medallas, plata en Helsinki 1952 y bronce en Melbourne 1956. Ganó tres medallas en el Campeonato Europeo de Remo entre los años 1954 y 1957.

## Palmarés internacional
| Juegos Olímpicos   | Juegos Olímpicos         | Juegos Olímpicos  | Juegos Olímpicos |
| Año                | Lugar                    | Medalla           | Prueba           |
| ------------------ | ------------------------ | ----------------- | ---------------- |
| 1952               | Helsinki (Finlandia)     | Medalla de plata  | Doble scull      |
| 1956               | Melbourne (Australia)    | Medalla de bronce | Dos con timonel  |
| Campeonato Europeo |                          |                   |                  |
| Año                | Lugar                    | Medalla           | Prueba           |
| 1954               | Ámsterdam (Países Bajos) | Medalla de bronce | Doble scull      |
| 1955               | Gante (Bélgica)          | Medalla de oro    | Doble scull      |
| 1957               | Duisburgo (RFA)          | Medalla de plata  | Dos con timonel  |